# Пицца (группа)
«Пицца» — российская музыкальная группа, основанная в 2010 году Сергеем Приказчиковым, который является автором, композитором и аранжировщиком песен группы.

## История
«Пицца» была создана в 2010 году Сергеем Приказчиковым, ранее игравшим в «Виа Чаппа». Также в составе группы выступают Николай Смирнов и Татьяна Приказчикова, младшая сестра Сергея.
Первой работой группы стал вышедший в 2010 году трек «Пятница».
В 2012 году музыканты выпустили свой дебютный альбом «Кухня». В 2014 году вышел второй альбом группы — «На всю планету Земля», благодаря которому группа победила в номинации «прорыв года» сразу двух премий: OOPS! Choice Awards и Муз-ТВ.
Являются создателями саундтреков к фильмам и сериалам «Молодёжка», «Два отца и два сына», «Обмани, если любишь», «Нереальная любовь», «Завтрак у папы» и «Бармен».
7 октября 2016 года состоялась премьера третьего студийного альбома группы под названием «Завтра».

## Альбомы
| №                   | Название            | Длительность    |
| ------------------- | ------------------- | --------------- |
| 1.                  | «Фары»              | 4:46            |
| 2.                  | «737»               | 3:18            |
| 3.                  | «Надя»              | 3:02            |
| 4.                  | «Лапатабаду»        | 3:29            |
| 5.                  | «Прятки»            | 4:06            |
| 6.                  | «Пятница»           | 3:06            |
| 7.                  | «Один такой»        | 3:27            |
| 8.                  | «Оружие»            | 3:27            |
| 9.                  | «Она»               | 3:01            |
| 10.                 | «Найки»             | 2:29            |
| 11.                 | «Слышу»             | 3:33            |
| 12.                 | «Мама»              | 3:47            |
| 13.                 | «Париж»             | 3:52            |
| Общая длительность: | Общая длительность: | Общее: 45 минут |

| №                   | Название                     | Длительность     |
| ------------------- | ---------------------------- | ---------------- |
| 1.                  | «Человек из зеркала»         | 2:51             |
| 2.                  | «Лифт»                       | 3:17             |
| 3.                  | «На всю планету Земля»       | 3:35             |
| 4.                  | «Несколько дней»             | 2:53             |
| 5.                  | «Вторник»                    | 3:24             |
| 6.                  | «Шёпот»                      | 4:21             |
| 7.                  | «Не люблю» (feat. Нигатив)   | 2:46             |
| 8.                  | «Мир» (feat. L'One)          | 2:58             |
| 9.                  | «Море-море» (feat. Миха Гам) | 3:30             |
| 10.                 | «Вспомни о нём»              | 3:50             |
| Общая длительность: | Общая длительность:          | Общее: 33 минуты |

| №                   | Название                     | Длительность     |
| ------------------- | ---------------------------- | ---------------- |
| 1.                  | «Завтра»                     | 3:42             |
| 2.                  | «Романс»                     | 3:53             |
| 3.                  | «Назад»                      | 3:48             |
| 4.                  | «Тебя одну»                  | 4:50             |
| 5.                  | «Солнце»                     | 3:07             |
| 6.                  | «Карусель»                   | 3:26             |
| 7.                  | «Наваждение»                 | 3:05             |
| 8.                  | «Тише»                       | 2:41             |
| 9.                  | «Истерика»                   | 3:46             |
| 10.                 | «Отражение» (feat. Карандаш) | 3:54             |
| 11.                 | «Лети» (feat. Бьянка)        | 3:38             |
| 12.                 | «Неожиданно»                 | 3:52             |
| Общая длительность: | Общая длительность:          | Общее: 44 минуты |

| №                   | Название                              | Длительность    |
| ------------------- | ------------------------------------- | --------------- |
| 1.                  | «Район»                               | 3:43            |
| 2.                  | «Ухожу в закат» (feat. Teddy Fuentes) | 2:56            |
| 3.                  | «Дарья»                               | 3:01            |
| 4.                  | «Вечеринки»                           | 3:31            |
| 5.                  | «По краям» (feat. Елена Темникова)    | 3:29            |
| 6.                  | «Гитара барда» (feat. Миха Гам)       | 3:50            |
| 7.                  | «Мон ами»                             | 2:31            |
| 8.                  | «Улыбка»                              | 3:04            |
| 9.                  | «Дельфины» (feat. Лампочка)           | 3:31            |
| 10.                 | «Вера»                                | 3:24            |
| 11.                 | «Хоп хэй лала лэй»                    | 2:18            |
| 12.                 | «Самокат»                             | 3:13            |
| 13.                 | «Испания»                             | 3:39            |
| 14.                 | «Марина»                              | 3:40            |
| 15.                 | «Вот тебе на»                         | 3:52            |
| 16.                 | «Это хорошо»                          | 3:49            |
| Общая длительность: | Общая длительность:                   | Общее: 50 минут |

| №                   | Название                   | Длительность    |
| ------------------- | -------------------------- | --------------- |
| 1.                  | «Люблю»                    | 3:55            |
| 2.                  | «Подземка»                 | 2:59            |
| 3.                  | «Не нарочно»               | 3:01            |
| 4.                  | «Мерцала»                  | 3:04            |
| 5.                  | «Пружинка»                 | 2:49            |
| 6.                  | «Родная»                   | 3:08            |
| 7.                  | «Дигидом» (feat. Миха Гам) | 3:54            |
| 8.                  | «Микки Рурк»               | 2:54            |
| 9.                  | «Хакуна Матата»            | 3:01            |
| 10.                 | «Сахар»                    | 2:07            |
| Общая длительность: | Общая длительность:        | Общее: 30 минут |

## Видеография
| Год  | Название клипа               | Альбом                          |
| ---- | ---------------------------- | ------------------------------- |
| 2011 | «Пятница»                    | Кухня                           |
| 2011 | «Надя»                       | Кухня                           |
| 2012 | «Фары»                       | Кухня                           |
| 2012 | «Париж»                      | Кухня                           |
| 2013 | «Мама»                       | Кухня                           |
| 2013 | «Оружие»                     | Кухня                           |
| 2013 | «Вторник»                    | На всю планету Земля            |
| 2013 | «Найки»                      | Кухня                           |
| 2014 | «На всю планету Земля»       | На всю планету Земля            |
| 2015 | «Лифт»                       | На всю планету Земля            |
| 2015 | «Карусель»                   | Zavtra                          |
| 2015 | «Отражение» (feat. Карандаш) | Zavtra                          |
| 2016 | «Романс»                     | Zavtra                          |
| 2017 | «Лети» (feat. Бьянка)        | Zavtra                          |
| 2017 | «Тебя одну»                  | Zavtra                          |
| 2017 | «Назад»                      | Zavtra                          |
| 2018 | «Это хорошо»                 | Основано на нереальных событиях |
| 2018 | «Марина»                     | Основано на нереальных событиях |
| 2019 | «Хоп Хэй Лала Лэй»           | Основано на нереальных событиях |
| 2019 | «Вот тебе на»                | Основано на нереальных событиях |
| 2020 | «Улыбка»                     | Основано на нереальных событиях |
| 2022 | «Мерцала»                    | САХАР                           |

## Награды и номинации
| Год  | Награда             | Категория                 | Результат |
| ---- | ------------------- | ------------------------- | --------- |
| 2014 | Премия RU.TV        | Лучшая песня              | Номинация |
| 2014 | Премия Муз-ТВ       | Прорыв года               | Победа    |
| 2014 | Премия Муз-ТВ       | Лучшая песня              | Номинация |
| 2014 | OOPS! Choice Awards | Прорыв года               | Победа    |
| 2014 | Премия Music Box    | Лучшая группа             | Номинация |
| 2014 | Kids’ Choice Awards | Любимая российская группа | Номинация |
| 2016 | Премия Муз-ТВ       | Лучшее мужское видео      | Номинация |
| 2017 | Золотой граммофон   |                           | Номинация |
| 2017 | Премия Муз-ТВ       | Лучшее мужское видео      | Номинация |